# ラファエル・ボーバン
ラファエル・ボーバン（Rafael Boban；1907年12月22日 - ?）は、クロアチアの軍人。ウスタシャ出身。

## 経歴
ボバノヴァ・ドラガ出身。ユレ・フランツェティッチの死後、ウスタシャのエリート部隊である「黒軍団」を指揮し、騎士（Vitez）の称号を継承した。その後、第5ウスタシャ旅団、大戦末期、ブレイブルグ地区で第4軍団（第4、第6、第15歩兵師団）を指揮した。
ボーバンの戦後の運命については、正確には知られていない。一説によれば、反共パルチザンに参加し、1947年にクロアチアで殺されたという。別の説によれば、アメリカに移民して、アメリカ陸軍に入隊し、朝鮮戦争に従軍したという。